# Coupe de France 1940/41
Der Wettbewerb um die Coupe de France in der Saison 1940/41 war die 24. Ausspielung des französischen Fußballpokals für Männermannschaften; mit Rücksicht auf die Besatzungsmacht Deutschland wurde er wie bei seinen allerersten Austragungen wieder als Coupe Charles Simon bezeichnet. In diesem Jahr meldeten aufgrund der militärischen und politischen Situation Frankreichs lediglich 236 Vereine, weit weniger als ein Drittel der Vorjahreszahl und so wenige wie seit 1921 nicht mehr. Dies führte dazu, dass insbesondere im ersten Nachkriegsjahrzehnt die Frage nach dem sportlichen Wert der Wettbewerbe von 1939/40 bis 1943/44 häufig diskutiert wurde. Letztlich sind diese Pokalsaisons aber bis ins 21. Jahrhundert – im Unterschied zu den „Kriegsmeisterschaften“ der Profiliga – als offizielle Veranstaltungen mit offiziell zählenden Titeln bewertet worden, sicher auch, um den Traditionsstrang des Bewerbs ohne Unterbrechung erhalten zu können.
Titelverteidiger war der Racing Club de Paris, der in diesem Jahr allerdings bereits im Viertelfinale der besetzten Zone ausschied. Gewinner der Trophäe wurden die Girondins AS du Port de Bordeaux. Dies war Bordeaux’ erster Pokalsieg bei seiner ersten Finalteilnahme. Auch Endspielgegner Sporting Club Fivois (oder kurz SC Fives) bestritt erstmals ein Landespokalfinale, und dafür brauchten die Liller Vorstädter lediglich zwei Spiele zu gewinnen.
Die Austragung wurde stark von den Umständen dieser Kriegsjahre beeinflusst. Seit dem deutschen Einmarsch (Mai/Juni 1940), der Besetzung des gesamten Nordens und Westens sowie der Bildung eines formal selbständigen „freien Frankreichs“ (auch als Vichy-Frankreich bezeichnet) im Südosten des Landes war Frankreich auch sportlich praktisch drei-, wenn man die von Deutschland annektierten Gebiete im Elsass und in Lothringen dazurechnet, deren Vereine nun im deutschen Gauligensystem spielten, sogar viergeteilt. Der äußerste Norden und Nordosten unterstand unmittelbar der deutschen Militärverwaltung in Brüssel und war besonderen Restriktionen unterworfen (Zone interdite, die „verbotene Zone“); zwischen dieser sowie der Zone occupée bzw. der Zone non occupée („besetzte“ bzw. „unbesetzte Zone“) war ein geregelter Sportverkehr nur höchst eingeschränkt möglich. Innerhalb der verbotenen Zone konnten in dieser und der folgenden Saison sogar überhaupt nur Pokal- und Freundschaftsspiele ausgetragen werden. Dies äußerte sich auch im Austragungsmodus des Pokals: so ermittelte jede der drei Zonen zunächst ihren eigenen Sieger; anschließend spielten die beiden Gewinner der besetzten und der unbesetzten Zone in einem „Interzonenfinale“ ihren gemeinsamen Sieger aus, der dann gegen denjenigen aus der verbotenen Zone das eigentliche Endspiel austrug.
Nach den auf regionaler Ebene organisierten Qualifikationsrunden wurden ab dem Sechzehntelfinale die Paarungen und das Heimrecht für jede Runde innerhalb der jeweiligen Zone frei ausgelost; dabei nahm die Pokalkommission des Fußballverbands FFF aber bis einschließlich des Achtelfinales eine gewisse Vorsortierung nach Reisedistanzen vor. Ab dem Viertelfinale, im Einzelfall auch schon früher, fanden die Spiele mit Ausnahme der verbotenen Zone auf neutralem Platz statt. Endete eine Begegnung nach Verlängerung unentschieden, wurden solange Wiederholungsspiele ausgetragen, bis ein Sieger feststand.

## Sechzehntelfinale
Spiele am 15. Dezember 1940. Die 16 Vereine der zweigeteilten höchsten Profiliga sind mit D1 bezeichnet, alle anderen ohne Angabe der Spielklassenzugehörigkeit.

### Verbotene Zone
Aufgrund des in dieser Zone besonders eingeschränkten Spielbetriebes meldeten nur drei Mannschaften sowie mit Excelsior AC Roubaix eine vierte, die sich allerdings um die Teilnahme in der besetzten Zone beworben hatte. Wegen dieser minimalen Anmeldezahlen setzte der Wettbewerb in diesem Teil Frankreichs sofort im Zonenhalbfinale ein (siehe unten).

### Besetzte Zone
Freilose für die Viertelfinalisten der Vorsaison (CA Paris, Racing Paris und FC Rouen). Drei weitere, davon gleichfalls profitierende Mannschaften aus der „verbotenen Zone“ benötigten dies nicht, weil sie ohnehin erst im Halbfinale eingreifen mussten (SC Fives und RC Lens) bzw. wegen vorübergehender Einstellung des Spielbetriebs (FC Sochaux).
| - Girondins ASP Bordeaux D1 - FC Bordeaux-Bouscat 3:1 - US Normande Colombelles - SC Essonnes 10:1 - Le Havre AC D1 - Stade de l'Est 7:1 - AS Troyes - ES Juvisy 3:3 n. V., 0:2 - AS Amicale Paris - SCO Angers 7:1 | - Excelsior Roubaix - CS Rhodaniens (a) - Stade Compiègne - Stade Français Paris 1:3 - Stade Reims D1 - AC Houilles 2:0 - Red Star Olympique D1 - FC Perreux 3:1 - US Saint-Servan - CO Cholet 6:2 |

### Unbesetzte Zone
Freilose für die Viertelfinalisten der Vorsaison (Olympique Marseille und FC Sète)
| - FC Annecy - SO Chambéry 5:1 - FC Toulouse D1 - AS Montauban 8:0 - ESA Brive - CA Périgueux 3:4 - OGC Nizza D1 - Stade Raphaëlois 4:1 - SO Montpellier D1 - RC Agathois Agde 6:1 - AS Monaco - RCSA Nizza 5:0 - ADN Marseille - AC Arles 3:0 | - Lyon OU - SC Vichy 5:4 - FC Hyères - SC Victor Hugo/Belle Mai Marseille 1:0 - US Saint-Tropez - AS Cannes D1 2:4 - Olympique Alès D1 - CO Saint-Chamond 4:0 - Rhodia Club Lyon - Olympique Nîmes D1 1:6 - US Cazères - US Saint-Gaudens 8:2 - AS Saint-Étienne D1 - GS Lugdunum Lyon 12:0 |

## Achtelfinale
Spiele am 5. bzw. 12., Wiederholungsmatch am 25. Januar 1941

### Besetzte Zone
Freilose für US Normande Colombelles, US Saint-Servan und CS Rhodaniens
| - Girondins ASP Bordeaux D1 - CA Paris D1 4:1 - ES Juvisy - Racing Paris D1 2:4 - FC Rouen D1 - Stade Français Paris 2:0 | - Stade Reims D1 - AS Amicale Paris 8:1 - Red Star Olympique D1 - Le Havre AC D1 2:0 |

### Unbesetzte Zone
| - FC Annecy - AS Saint-Étienne D1 1:2 - CA Périgueux - FC Toulouse D1 0:4 - SO Montpellier D1 - OGC Nizza D1 3:1 - FC Hyères - Olympique Marseille D1 3:2 | - AS Cannes D1 - AS Monaco 3:2 - Olympique Alès D1 - Lyon OU 3:2 - Olympique Nîmes D1 - ADN Marseille 1:1 n. V., 4:1 - FC Sète D1 - US Cazères 11:0 |

## Viertelfinale
Spiele am 2., Wiederholungsmatch am 16. Februar 1941

### Besetzte Zone
| - Girondins ASP Bordeaux D1 - US Saint-Servan 7:3 - Racing Paris D1 - Red Star Olympique D1 0:0 n. V., 0:1 | - FC Rouen D1 - CS Rhodaniens 7:1 - Stade Reims D1 - US Normande Colombelles 4:0 |

### Unbesetzte Zone
| - AS Saint-Étienne D1 - Olympique Nîmes D1 4:2 - FC Toulouse D1 - FC Sète D1 2:1 | - FC Hyères - SO Montpellier D1 1:0 - Olympique Alès D1 - AS Cannes D1 1:0 |

## Halbfinale
Spiele am 2., Wiederholungsmatches am 16. und 23. März 1941

### Verbotene Zone
| - Excelsior Roubaix - US Valenciennes 1:0 | - SC Fives - RC Lens 2:0 |

### Besetzte Zone
| - Girondins ASP Bordeaux D1 - FC Rouen D1 4:1 | - Red Star Olympique D1 - Stade Reims D1 2:0 |

### Unbesetzte Zone
| - AS Saint-Étienne D1 - Olympique Alès D1 0:0 n. V., 0:0 n. V., 4:1 | - FC Toulouse D1 - FC Hyères 2:0 |

## Zonenfinals
Spiele am 6., 13. April und 1. Mai 1941

### Verbotene Zone
- SC Fives - Excelsior Roubaix 3:1

### Besetzte Zone
- Red Star Olympique D1 - Girondins ASP Bordeaux D1 1:3

### Unbesetzte Zone
- FC Toulouse D1 - AS Saint-Étienne D1 1:0

## Interzonenfinale
Spiel zwischen den Siegern der besetzten und der unbesetzten Zone am 18. Mai 1941; der Sieger der verbotenen Zone war aufgrund der Reiseprobleme direkt für das Landesfinale qualifiziert.
- Girondins ASP Bordeaux D1 - FC Toulouse D1 3:1

## Landesfinale
Spiel am 25. Mai 1941 im Stade Municipal in Saint-Ouen vor 15.230 Zuschauern
- Girondins ASP Bordeaux - SC Fives 2:0 (0:0)

### Mannschaftsaufstellungen

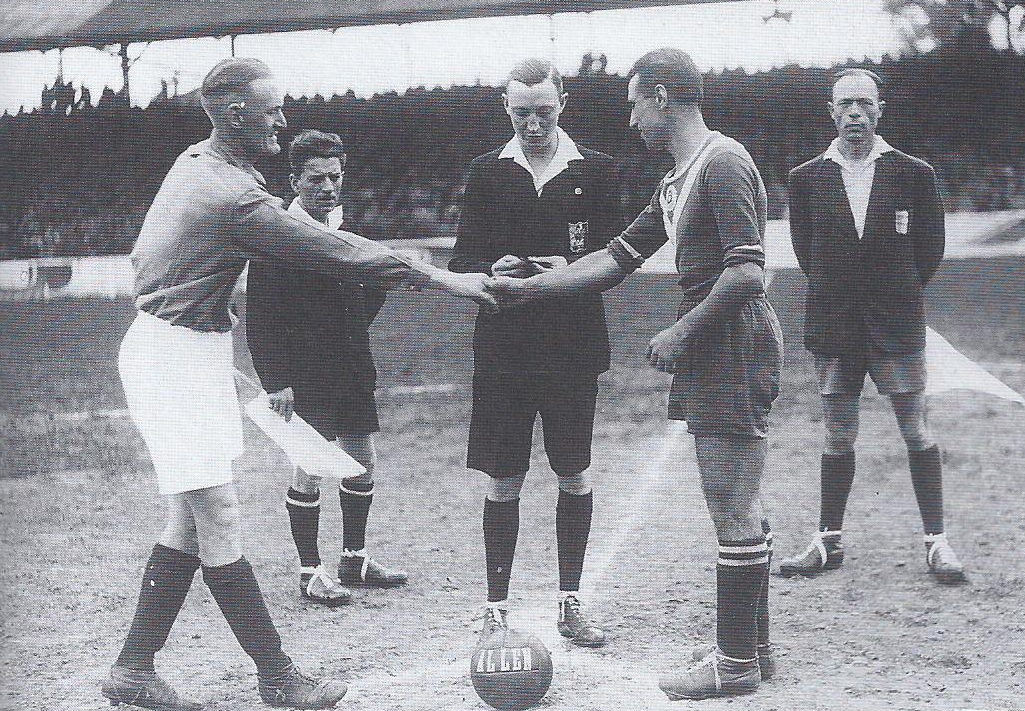
Kapitäne und Schiedsrichter vor dem Anpfiff

Auswechslungen waren damals nicht möglich.
Girondins ASP Bordeaux: André Gérard – Michel Homar, Jaime Mancisidor  – Nordine Ben Ali, Joseph Plesiak, Émile Rummelhardt – François Szego, Emmanuel Lopez, Santiago Urtizberea, Claude Pruvot, Henri Arnaudeau
Trainer : Benito Diaz
SC Fives: Tadeusz Juszczyk – Pollet, Robert Gyselinck – Trenelle, Joseph Jadrejak, François Bourbotte  – Marceau Somerlinck, Albert Tancré, Norbert Van Caeneghem, Marius Dudziak, Édouard „Waggi“ Wawrzyniak
Spielertrainer : François Bourbotte
Schiedsrichter: Léon Boes (Paris)

### Tore
1:0 Urtizberea (60.)

2:0 Urtizberea (84.)

### Besondere Vorkommnisse
Die Zerrissenheit des Wettbewerbs und die Beschäftigung mit existentielleren Sorgen als dem Sport schlugen sich auch in den Zuschauerzahlen nieder; so niedrig wie bei diesem Landesfinale waren sie lediglich bei den ersten drei Ausspielungen der Coupe de France – während des und unmittelbar nach dem Ersten Weltkrieg – gewesen. Zudem stand bei Saisonbeginn nicht einmal der Austragungsmodus genau fest; dass es über die Zonenendspiele hinaus zu einem Interzonen- und einem landesweiten Finale kam, ging vorrangig auf die Initiative der Sportzeitung L’Auto zurück, der sich Vereine, Verband, Besatzer und französische Politiker dann anschlossen.